# ایوا روتکای
ایوا روتکای (مجاری: Éva Ruttkai؛ ۳۱ دسامبر ۱۹۲۷ – ۲۷ سپتامبر ۱۹۸۶) بازیگر اهل مجارستان بود.
از فیلم‌ها یا برنامه‌های تلویزیونی که وی در آن نقش داشته‌است، می‌توان به سندباد و یک لیوان آبجو اشاره کرد.